# Austrolimnophila (Austrolimnophila) wilhelminae
Austrolimnophila (Austrolimnophila) wilhelminae is een tweevleugelige uit de familie steltmuggen (Limoniidae). De soort komt voor in het Australaziatisch gebied.